# Regobarrosia pseudoflavescens
Regobarrosia pseudoflavescens är en fjärilsart som beskrevs av Rothschild 1910. Regobarrosia pseudoflavescens ingår i släktet Regobarrosia och familjen björnspinnare. Inga underarter finns listade.